# Кутырды
Кутырды (баш. Ҡутырлы, Ҡутырҙы) — река в России, протекает по Абзелиловскому району Башкортостана. Устье реки находится в 158 км по левому берегу реки Большой Кизил, в селе Бурангулово. Длина реки составляет 11 км. Высота устья — 550 м над уровнем моря.

## Данные водного реестра
По данным государственного водного реестра России относится к Уральскому бассейновому округу, водохозяйственный участок реки — Урал от Магнитогорского гидроузла до Ириклинского гидроузла. Речной бассейн реки — Урал (российская часть бассейна).
Код объекта в государственном водном реестре — 12010000312112200001991.